# Orthosia gracilis
Orthosia gracilis là một loài bướm đêm thuộc họ Noctuidae. Nó được tìm thấy ở khắp châu Âu. 

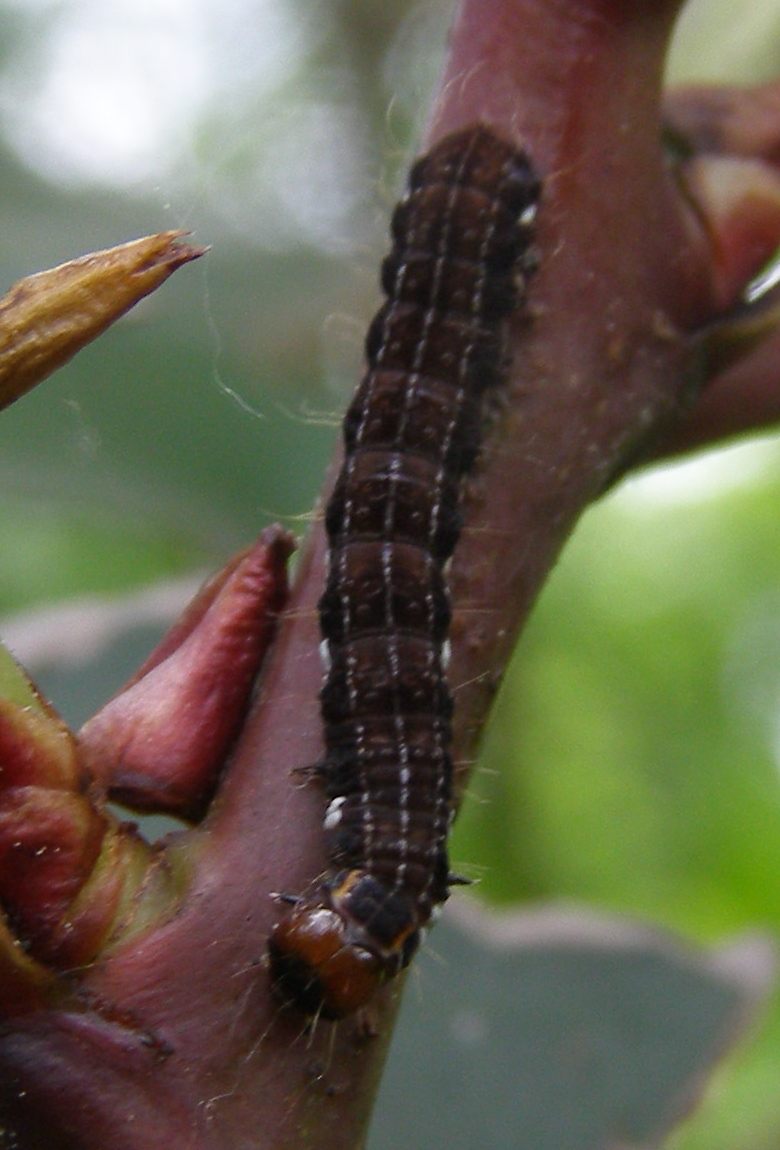
Caterpillar

Sải cánh dài 35–40 mm. Con trưởng thành bay từ tháng 4 đến tháng 5.
Ấu trùng ăn Myrica gale và Salix species (bao gồm Salix repens và Salix caprea). Other recorded food plants include Thalictrum flavum, Thalictrum aquilegiifolium, Ribes nigrum, Ribes rubrum, Rubus idaeus, Filipendula ulmaria, Malus domestica, Cotoneaster, Prunus cerasus, Prunus padus, Trifolium pratense, Lysimachia vulgaris, Chrysanthemum vulgare, Artemisia absinthium, Artemisia vulgaris, Cirsium arvense và Taraxacum vulgare.

## Hình ảnh

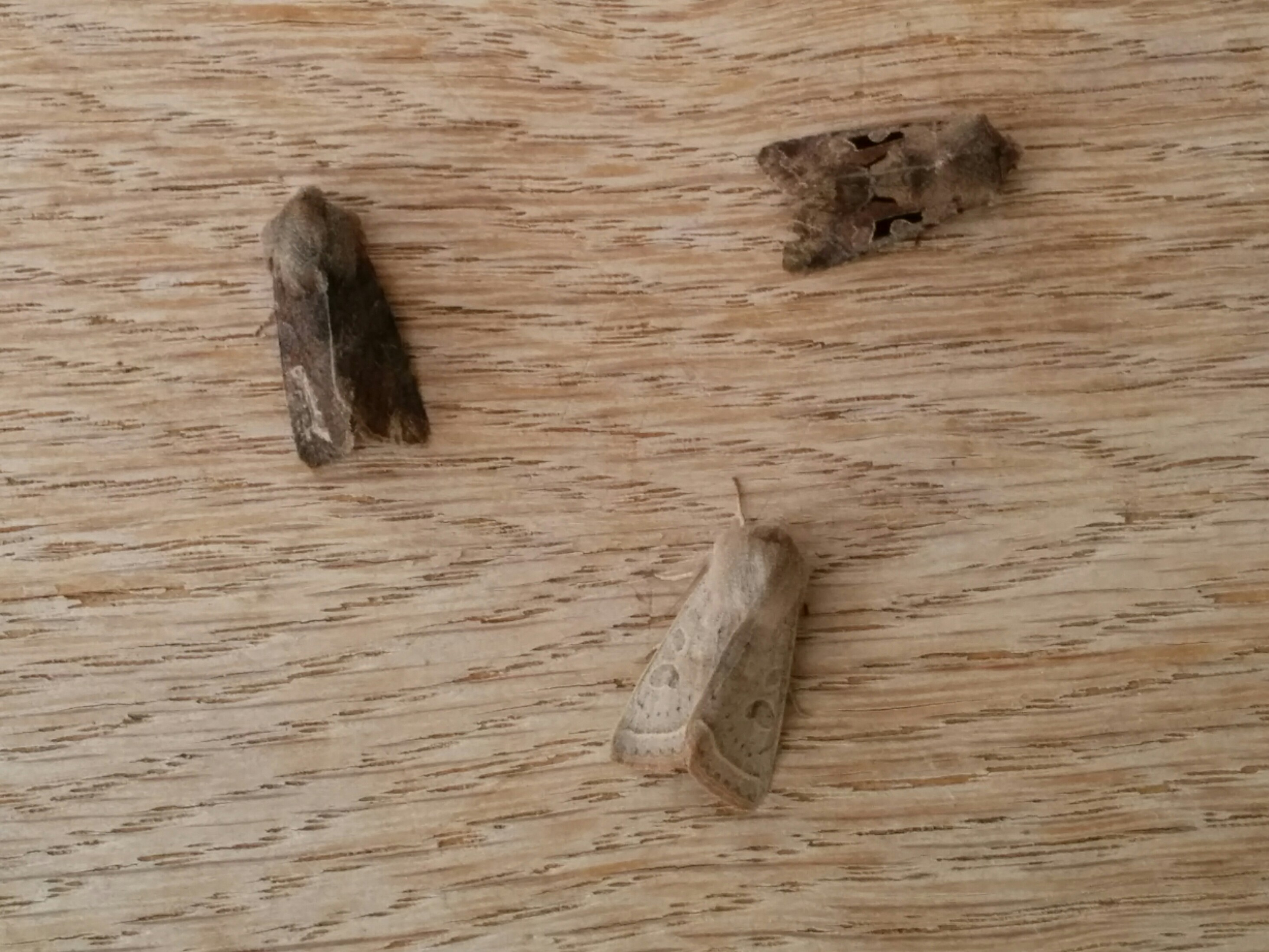
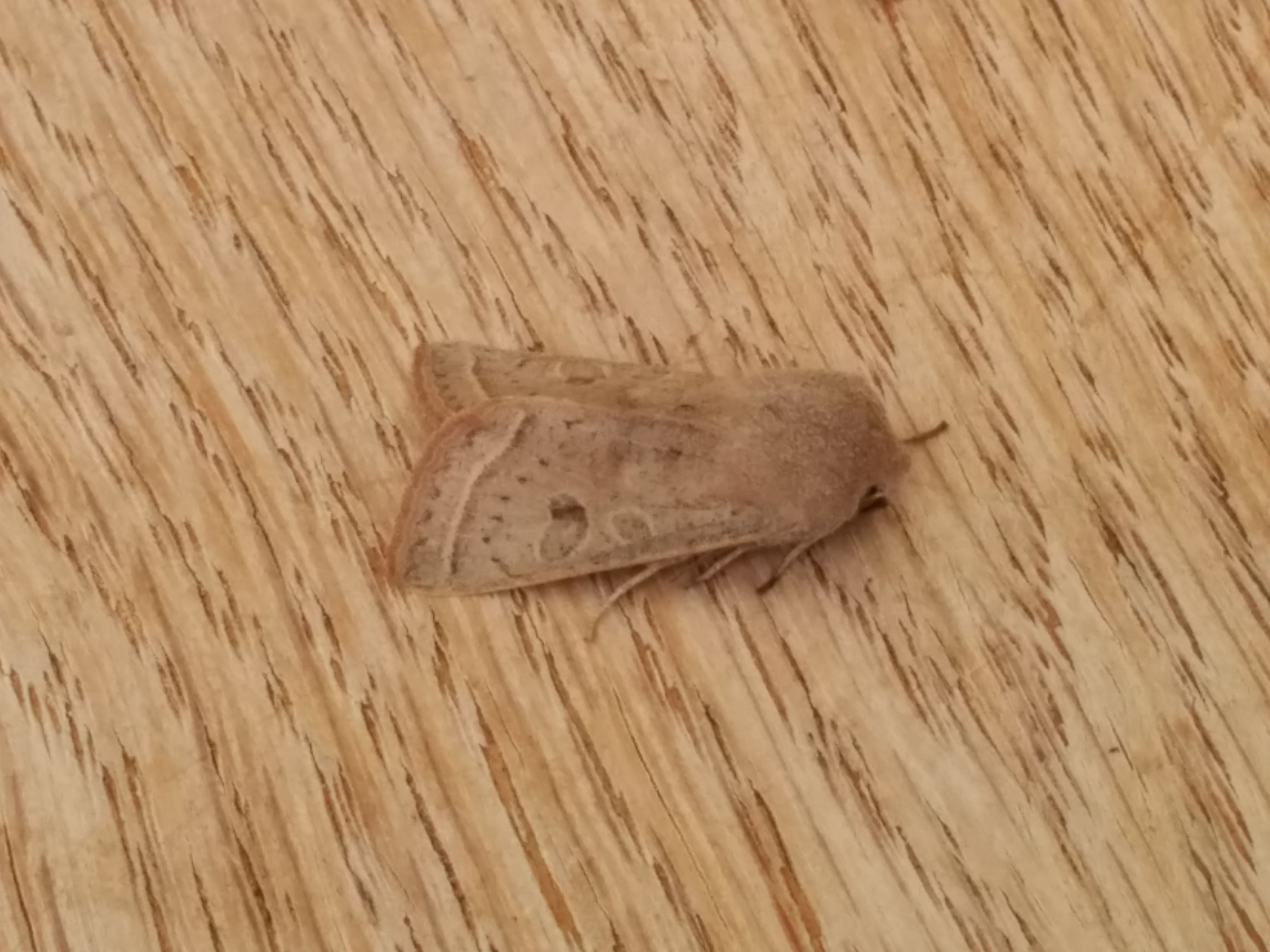
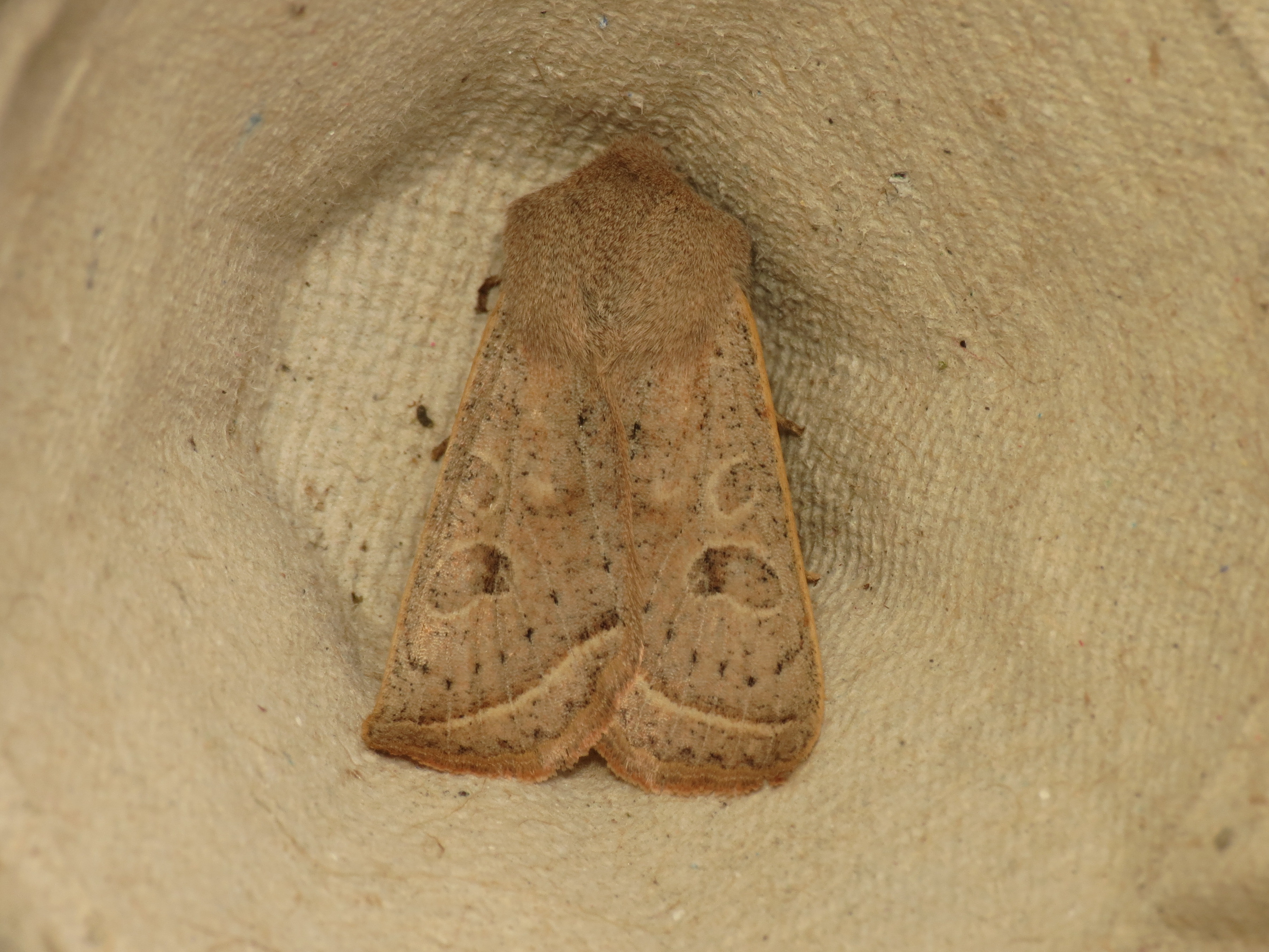
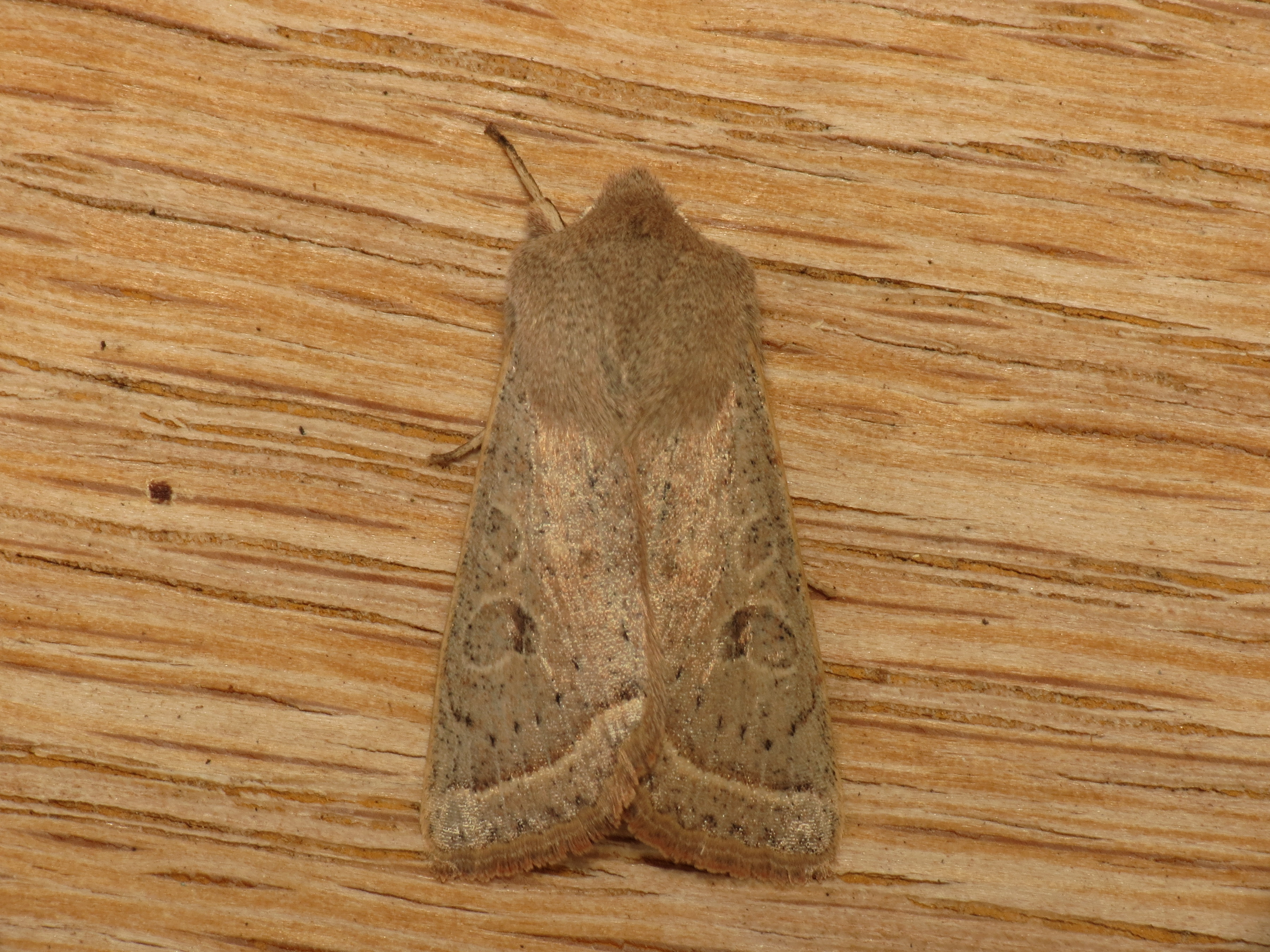